# Caloparyphus greylockensis
Caloparyphus greylockensis är en tvåvingeart som först beskrevs av Johnson 1912.  Caloparyphus greylockensis ingår i släktet Caloparyphus och familjen vapenflugor. Inga underarter finns listade i Catalogue of Life.